# Taevaskoja
Taevaskoja – wieś w Estonii, w prowincji Põlva, w gminie Põlva.
Znajduje się tu przystanek kolejowy Taevaskoja, położony na linii Tartu – Koidula.
W pobliżu Taevaskoja znajduje się jeden z najczęściej odwiedzanych rezerwatów przyrody w południowej Estonii, znany z wychodni piaskowca dewońskiego nad brzegiem rzeki Ahja.

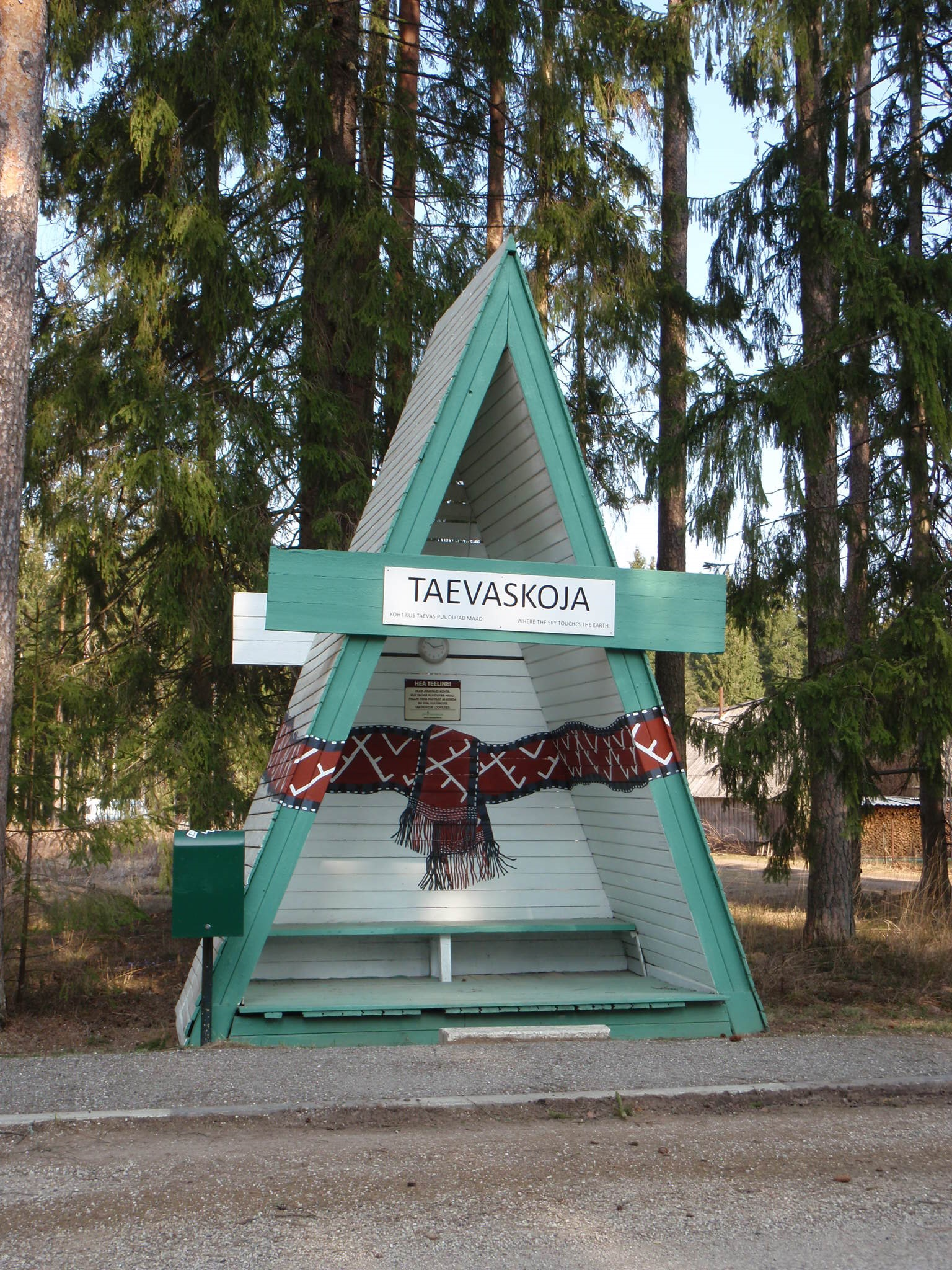
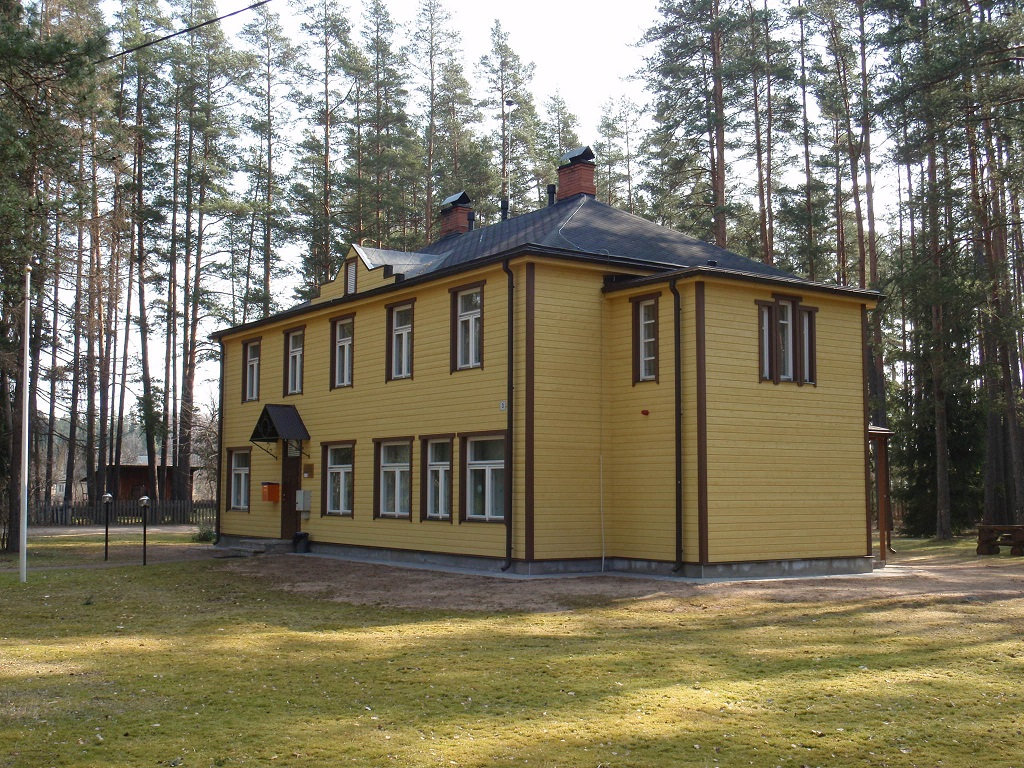
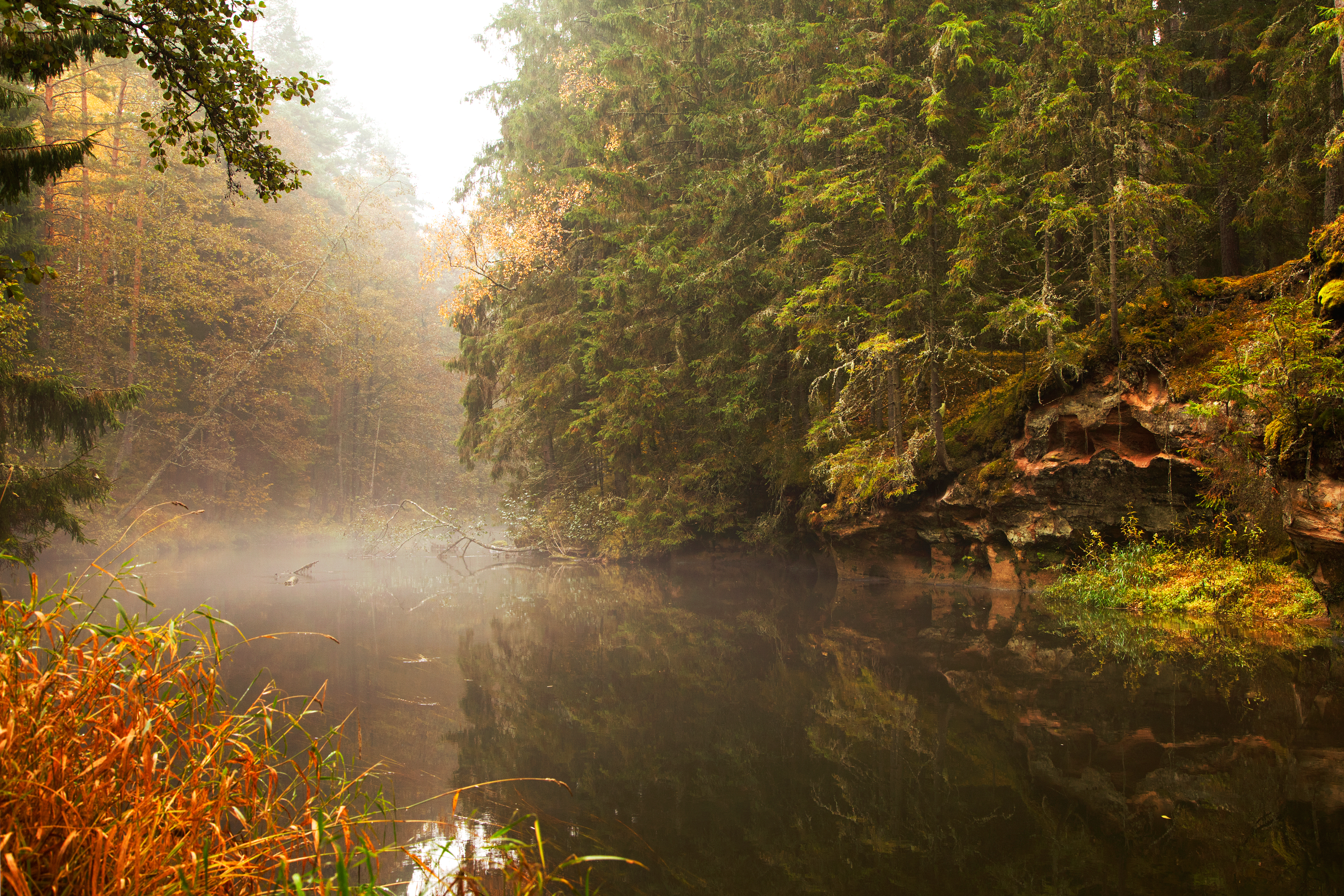
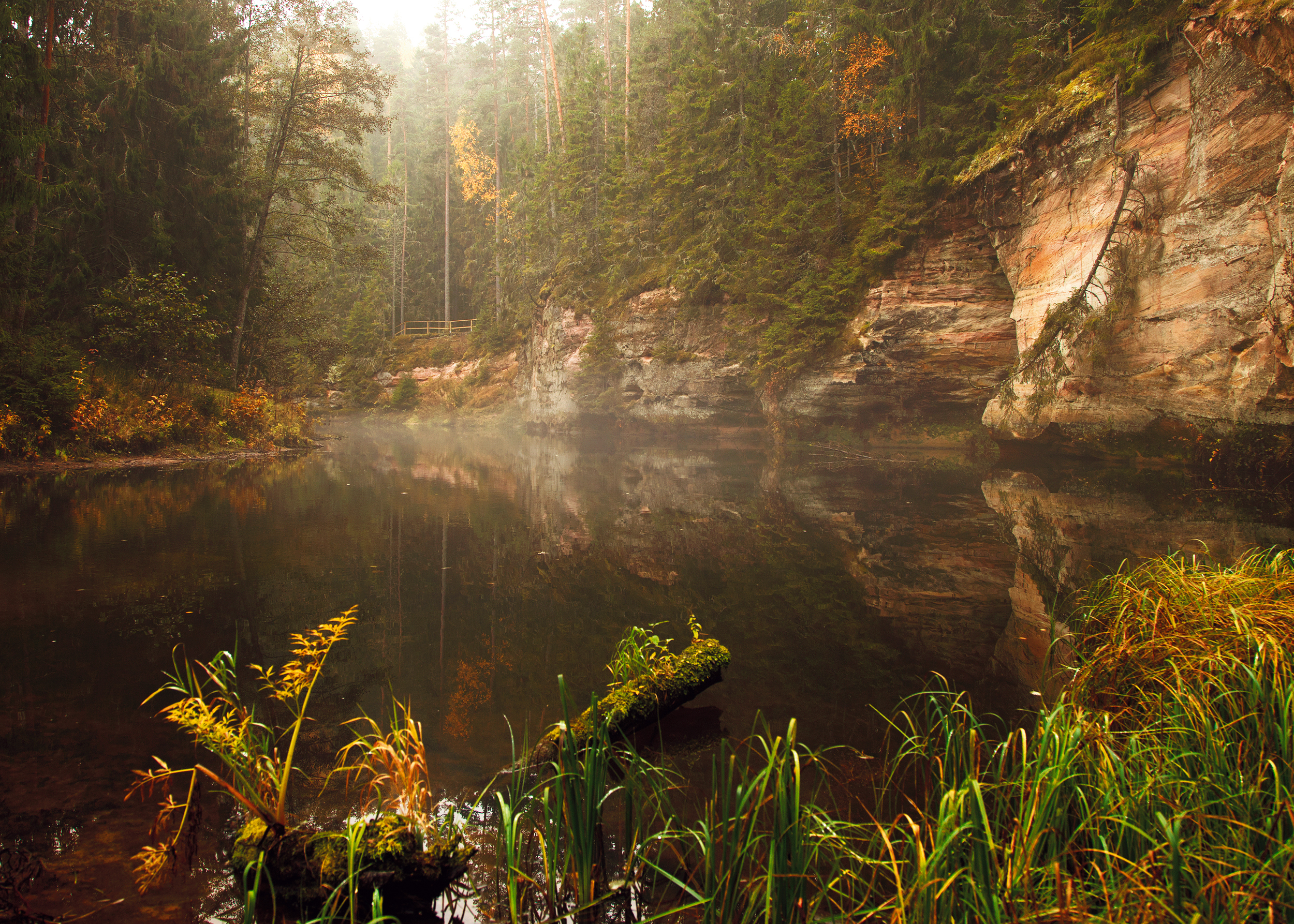